# تپه قراطوره
تپه قراطوره مربوط به سدهٔ ۵ تا ۹ ه.ق است و در شهرستان بیجار، روستای قراطور واقع شده و این اثر در تاریخ ۱۸ مهر ۱۳۵۶ با شمارهٔ ثبت ۱۴۸۰ به‌عنوان یکی از آثار ملی ایران به ثبت رسیده است.